# Híbridos del género Panthera
Un híbrido de Panthera es un cruce entre cualquiera de las cuatro especies (tigre, león, jaguar y leopardo), las que solo se han dado en cautiverio, aunque rara vez en la naturaleza. La mayoría de los híbridos no se perpetuarían en la naturaleza, ya que los machos suelen ser infértiles. La investigación del genoma mitocondrial reveló que los híbridos silvestres también estaban presentes en la antigüedad. Los genomas mitocondriales del leopardo de las nieves y el león eran más similares entre sí que a otras especies de Panthera, lo que indica que en algún momento de su historia, hubo descendientes hembras producto del cruce entre leopardos de las nieves machos y leonas.

## Tabla de nombres para híbridos
A continuación hay algunas tablas que muestran los muchos híbridos del género Panthera. Los híbridos de Panthera generalmente reciben un nombre de <i>portmanteau</i>, que varía según la especies padre y madre. Por ejemplo, un híbrido entre un león y una tigresa es un ligre, porque el león es el progenitor masculino y la tigresa es el progenitor femenino. 
| Especie    | Tigresa ♀           | Leona ♀              | Jaguaresa ♀ | Leopardesa ♀              |
| ---------- | ------------------- | -------------------- | ----------- | ------------------------- |
| Tigre ♂    | Tigre ♂ Tigresa ♀   | Tigón ♂ Tigonesa ♀   | Tiguar ♂ ♀  | Tigardo ♂ Tigardesa ♀     |
| León ♂     | Ligre ♂ Legresa ♀   | León ♂ Leona ♀       | Liguar ♂ ♀  | Lipardo ♂ Lipardesa ♀     |
| Jaguar ♂   | Jagger ♂ ♀          | Jagleón ♂ Jagleona ♀ | Jaguar ♂ ♀  | Jagupardo ♂ Jagupardesa ♀ |
| Leopardo ♂ | Leogre ♂ Leogresa ♀ | Leopón ♂ Leoponesa ♀ | Leguar ♂ ♀  | Leopardo ♂ Leopardesa ♀   |

A continuación se muestra un gráfico que muestra los híbridos de segunda, tercera y cuarta generación.
|            | Tigonesa ♀               | Ligresa ♀               | Jagupardesa ♀                  | Leguar ♀      | Liguar ♀      |
| ---------- | ------------------------ | ----------------------- | ------------------------------ | ------------- | ------------- |
| Tigre ♂    | Titigon ♂ Titigonesa ♀   | Tiligre ♂ Tiligresa ♀   | Tijagupardo ♂ Tijagupardesa ♀  | Tileguar ♂ ♀  | Tiliguar ♂ ♀  |
| León ♂     | Litigon ♂ Litigonesa ♀   | Liligre ♂ Liligresa ♀   | Lijagupard ♂ Lijagupardesa ♀   | Lileguar ♂ ♀  | Liliguar ♂ ♀  |
| Jaguar ♂   | Jagtigon ♂ Jagtigonesa ♀ | Jagligre ♂ Jaligresa ♀  | Jagjagupard ♂ Jagjagupardesa ♀ | Jagleguar ♂ ♀ | Jagliguar ♂ ♀ |
| Leopardo ♂ | Leotigon ♂ Leotigonesa ♀ | Leoligre ♂ Leoligresa ♀ | Leojagupard ♂ Leojagupardesa ♀ | Leoleguar ♂ ♀ | Leoliguar ♂ ♀ |
| Leopon ♂   | Leoptigon                | Leopliger               | Leopjagpard                    | Leopleguar    | Leopliguar    |
| Liger ♂    | Liton                    | Ligre                   | Jagligre                       | Leliguar      | Liliguar      |
| Jagger ♂   | Jagitonger               | Jagligger               | Jagpagger                      | Jaguger       | Jagguer       |

## Híbridos de jaguar y leopardo
Un jagupardo, jagulep o jagleop es el híbrido de un jaguar (Panthera onca) y una leopardo (Panthera pardus). Solo una jaguparda hembra fue producida en un zoológico en Chicago (Estados Unidos). Híbridos jaguar × leopardo fueron criados en el Hellbrun Zoo, Salzburgo fueron descritos como jagupardos, nombre que se ajusta a la usual convención de nomenclatura.
Un leguar o lepjag es el híbrido de un leopardo macho y una jaguar hembra. Los términos jagulep y lepjag a menudo se usan indistintamente, independientemente de qué animal era el padre. Numerosos lepjags han sido criados como actores animales, ya que son más dóciles que los jaguares.
AD Bartlett declaró: «Me he encontrado más de una vez con casos de jaguar macho (P. onca) que se reproducen con una leopardo hembra (P. pardus). Estos híbridos también se criaron recientemente en la conocida colección itinerante de Wombell. He visto algunos animales de este tipo criados entre un jaguar negro macho y una leopardo indio hembra: las crías compartían fuertemente que el macho era casi negro».
En Barnabos Menagerie (España), un jaguar dio a luz a dos cachorros de una unión con un leopardo negro; uno se parecía a la presa, pero era algo más oscuro, el otro era negro con los rosetones de la presa a la vista. Dado que el melanismo en la pantera (leopardo) es recesivo, el jaguar habría sido negro o sería un híbrido jaguar-leopardo negro, portador del gen recesivo. Scherren continuó: "La misma cruz, pero con los sexos invertidos, fue notada por el profesor Sacc (F) del Zoo de Barcelona (Zoolog. Gart., 1863, 88) "El cachorro una hembra era gris: se dice que le dio dos cachorros a su padre, uno como un jaguar, el otro como la madre". Herr Rorig expresó su pesar porque el relato de los dos últimos casos mencionados carecía de plenitud y precisión ".
Los jaguleps o lepjags hembras son fértiles, y cuando uno está emparejado con un león macho, la descendencia se conoce como lijaguleps. Uno de esos híbridos complejos se exhibió a principios de la década de 1900 como un "león moteado congoleño", insinuando una bestia africana exótica, en lugar de un híbrido hecho por el hombre.

## Híbridos de jaguar y león

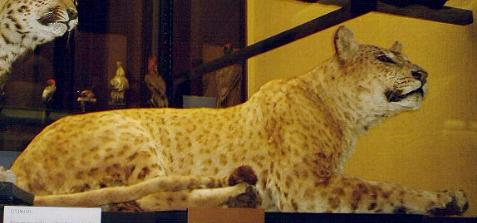
Híbrido de jaguar/león, Museo Rothschild, Tring

Un jagleón o jaguon es la descendencia entre un jaguar (Panthera onca) macho y una leona (Panthera leo). Un espécimen disecado se exhibe en el Mu
ear Creek Wildlife Sanctuary, Barrie (norte de Toronto), Ontario, Canadá. Jahzara (hembra) y Tsunami (macho) fueron el resultado de un apareamiento involuntario entre un jaguar negro llamado Diablo y una leona llamada Lola, que habían sido criados juntos y eran inseparables. Se mantuvieron separados cuando Lola entró en celo. Se detecta tsunami, pero Jahzara es un jaglion melanístico debido a que hereda el gen dominante del melanismo del jaguar. No se sabía previamente cómo interactuaría el gen dominante del melanismo del jaguar con los genes de coloración del león.
Un liguar es la descendencia de un león y una jaguar hembra.
Cuando la descendencia fértil de un liguar se aparea con un leopardo, la descendencia resultante se denomina leoliguar.

## Híbridos de jaguar y tigre
Según se informa, en el Zoológico del Altiplano en la ciudad de San Pablo Apetatlan (cerca de Tlaxcala, México), el cruce de un tigre siberiano (Panthera tigris altaica) macho y una jaguar (P. onca) hembra en sur de la selva de Chiapas produjo un tiguar macho llamado Mickey. Mickey está en exhibición en un hábitat de 400 m² y, en junio de 2009, tenía dos años y pesaba 180 kg. Los intentos de verificar este informe se han visto reforzados por imágenes recientes que supuestamente muestran al Mickey adulto. No se ha informado del nacimiento de un híbrido sano de un jaguar macho y una tigresa, que se denominaría "jagger".
Hay un avistamiento de un cruce entre jaguar negro macho y una leona, y un cruce entre un tigre y un jaguar negro hembra sueltos en Maui, Hawái. No hay híbridos de tigre/jaguar autenticados y la descripción coincide con la de un ligre. El supuesto tigre×jaguar negro era grande, de cuello largo (probablemente debido a la falta de una gorguera o melena) con rayas y rosetas "parecidas a un jaguar" en los costados. La afirmación de la identidad híbrida se debió a la combinación de marcas negras, marrón oscuro, marrón claro, naranja oscuro, amarillo oscuro y beige y las rayas de tigre que irradian de su rostro. Es más probable que haya sido un ligre liberado, ya que estos son muy grandes y tienen una mezcla de rosetas (marcas juveniles de león) y rayas y pueden tener una mezcla de colores brindled exactamente como se describe (sus marcas son extremadamente variables).

## Híbridos de leopardo y león
Un leopón es el resultado del cruce entre un leopardo (Panthera pardus) macho con una leona (Panthera leo). La cabeza del animal es similar a la de un león, mientras que el resto del cuerpo tiene similitudes con los leopardos. Los leopones son muy raros.
El leopón macho es una descendencia fértil de un leopardo macho y una leona. La hembra fértil liguar, descendiente de un león macho y una jaguar hembra, es capaz de ser fertilizada por un leopon. Su apareamiento, aunque raro, resulta en un leoligular.
Lipardo o leardo es el término apropiado para un híbrido de un león macho con una leopardo hembra. A veces se le conoce como leopon inverso. La diferencia de tamaño entre un león macho y una leopardo suele dificultar su apareamiento.

### Lipardo en Viena, Austria
Un lipardo nació en el zoológico de Schönbrunn, Viena en 1951.

### Lipardo en Florencia, Italia
Otro lipardo nació en Florencia, Italia. A menudo se le conoce erróneamente como leopon. El padre era un león de dos años, 250 kg, 1.08 m de altura en los hombros y 1.8 m de largo (excluyendo la cola). La madre era una leopardo de 3,5 años que pesaba solo 38 kg. La cría nació durante la noche del 26 al 27 de agosto de 1982, después de aproximadamente 92 a 93 días de gestación.
Nació en los terrenos de una fábrica de papel cerca de Florencia, de un león y una leopardo adquiridos en un zoológico de Roma. Su dueño tenía dos tigres, dos leones y una leopardo como mascotas, y no esperaba ni pretendía que se reprodujeran. El cachorro híbrido león/leopardo fue una sorpresa para el dueño, quien originalmente pensó que la pequeña criatura manchada en la jaula era un gato doméstico callejero.
La madre comenzó a peinar demasiado la parte inferior de la cola del cachorro y luego le mordió la cola. Luego, el cachorro fue criado a mano. Los padres se aparearon nuevamente en noviembre de 1982, y el león y la leopardo se separaron.
Fueron reunidos el 25 de enero de 1983 para tomar fotografías, pero el león montó inmediatamente a la leopardo y tuvieron que ser separados nuevamente por temor a poner en peligro su avanzado embarazo.
El cachorro tenía la conformación corporal de un cachorro de león con una cabeza grande (un rasgo de león), pero una frente retraída (un rasgo de leopardo), pelaje leonado y gruesas manchas marrones. Cuando cumplió los cinco meses, el propietario lo puso a la venta y se dispuso a criar más.

## Híbridos de leopardo y tigre
El nombre dogla es un nombre indio nativo no científico usado para una descendencia híbrida supuestamente natural de un leopardo (Panthera pardus) macho y una tigresa (Panthera tigris) o posiblemente un leopardo con patrones aberrantes. El término científico correcto para tal híbrido es leogre. Existe evidencia anecdótica en la India de descendencia resultante de apareamientos de leopardo a tigresa. Los supuestos híbridos son llamados dogla por los cazadores nativos. El folclore indio afirma que los grandes leopardos machos a veces se aparean con tigres. Se informó de una supuesta dogla a principios del siglo XX. Muchos informes probablemente se refieren a leopardos grandes con rayas abdominales u otros hombros y cuerpos rayados de tigre. Una cuenta decía: "Al examinarlo, se descubrió que era un híbrido macho muy antiguo. Su cabeza y cola eran puramente las de un leopardo indio (P. pardus delacouri) (coloquialmente llamado «pantera»), pero con el cuerpo, los hombros y el cuello de un tigre. El patrón era una combinación de rosetas y rayas; las rayas eran negras, anchas y largas, aunque algo borrosas y tendían a romperse en rosetas. La cabeza estaba manchada. Las rayas predominaban sobre los rosetones". La piel de este híbrido, si alguna vez existió, se perdió. Se suponía que era más grande que un leopardo y, aunque era macho, mostraba cierta feminización de rasgos, lo que podría esperarse en un híbrido macho infértil.
El libro de K. Sankhala Tiger se refiere a los leopardos grandes y problemáticos como adhabaghera, que tradujo como "bastardo", y sugiere un híbrido leopardo/tigre (es poco probable que el híbrido inverso surja en estado salvaje, ya que un tigre macho salvaje probablemente mataría en lugar de que aparearse con una leopardo hembra). Sankhala señaló que existía la creencia entre la población local de que los leopardos y los tigres se hibridan naturalmente.
De "The Tiger, Symbol Of Freedom", editado por Nicholas Courtney: "Se han hecho informes raros de tigres que se aparean con leopardos en la naturaleza. Incluso ha habido un relato del avistamiento de rosetas; las rayas del tigre son las más prominentes en el cuerpo. El animal era un macho que medía al rededor de 2,44 m" Esta es la misma descripción que dio Hicks.
El libro Mammalian Hybrids de 1951 informó que los apareamientos de tigre/leopardo eran infértiles, produciendo "fetos del tamaño de una nuez" abortados espontáneamente.
Un tigardo es la descendencia híbrida de un tigre macho y una leopardo. Los únicos intentos conocidos de aparear a los dos han producido mortinatos.
En 1900, Carl Hagenbeck cruzó una leopardo hembra con un tigre de Bengala (P. tigris tigris). La descendencia que nació muerta tenía una mezcla de manchas, rosetas y rayas. Henry Scherren escribió: «Un tigre macho de Penang sirvió a dos leopardos indios hembras, y dos veces con éxito. No se dan detalles y la historia concluye de forma algo débil. "La leopardo dejó caer a sus cachorros prematuramente, los embriones estaban en la primera etapa de desarrollo y apenas eran tan grandes como ratones jóvenes". De la segunda leopardo no hay mención».

## Híbridos de león y tigre

### Ligre
Un ligre (legresa para las hembras) es la descendencia entre un león (P. leo) y una tigresa (P. tigris), que es más grande que sus padres porque el león tiene un gen inhibidor del crecimiento y la tigresa, a diferencia de la leona, no tiene un gen inhibidor del crecimiento.

### Tigón
Un tigón (tigona para las hembras) es la descendencia de un tigre y una leona. El tigón no es tan común como el híbrido inverso, el ligre. Contrariamente a algunas creencias, el tigón termina siendo más pequeño que cualquiera de sus padres, porque los tigres machos y las leonas tienen un inhibidor del crecimiento. A finales del siglo XIX y principios del XX, los tigones eran más comunes que los ligres.

### Liligre
Un liligre (lelegresa para las hembras) es la descendencia de un león y una legresa. El primer liliger conocido es un cachorro llamado Kiara.

### Litigon
Rudrani, una tigona del zoológico de Alipore, se apareó con Debabrata, un león asiático macho (pero que más tarde se estableció genéticamente como un híbrido de las subespecies africana y asiática del león), y dio a luz a tres litigones. Solo sobrevivió un cachorro de litigon, llamado Cubanacan.